# Interkosmos 1

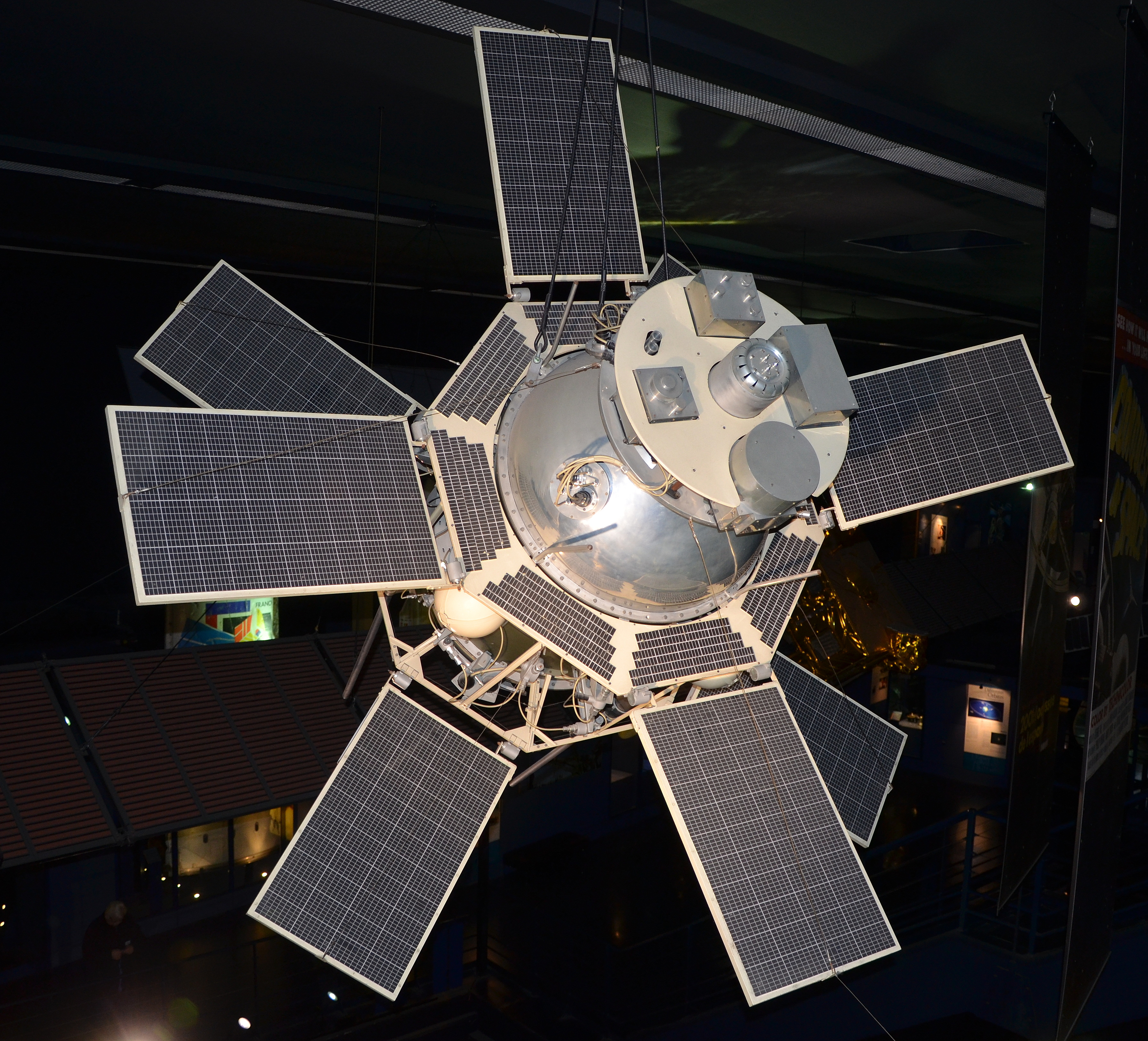
Maquete do Interkosmos 1 no Museu do Ar em Paris.

Interkosmos 1 (Интеркосмос 1 em russo), também denominado de DS-U3-IK Nº 1, foi um satélite artificial soviético lançado em 14 de outubro de 1969 por meio de um foguete Kosmos-2I a partir da base de Kapustin Yar.

## Características
O Interkosmos 1 foi o primeiro membro da série de satélites DS-U3-IK e foi dedicado ao estudo da magnetosfera e a atmosfera superior da Terra. Ele foi projetado para estudar os raios X e ultravioleta do Sol e seus efeitos na atmosfera.
O mesmo estava enquadrado dentro do programa de cooperação internacional Interkosmos entre a União Soviética e outros países. Os instrumentos de bordo, além dos fabricados pela União Soviética, foram fornecidos também pela República Democrática Alemã e pela República Socialista da Tchecoslováquia. Na recepção e interpretação dos dados participaram cientistas da República Popular da Bulgária, da República Popular da Hungria, da República Popular da Polônia e da República Popular da Romênia.
Foi injetado em uma órbita inicial de 640 km de apogeu e 260 km de perigeu, com uma inclinação orbital de 48,4 graus e um período de 93,4 minutos. Reentrou na atmosfera em 2 de janeiro de 1970.